# 洞泉寺 (飛騨市)
玉皐山 洞泉寺（ぎょっこうざん どうせんじ）は岐阜県飛騨市宮川町林にある曹洞宗の寺院で、飛騨三十三観音霊場15番札所として知られる。

## 歴史
元和年間に高山の素玄寺2世格翁門越が姉小路家の小島時光が所持していた聖観音菩薩を本尊として開いたと伝わる。その後素玄寺の末寺として法を伝えていたが安政5年(1858年)の飛越地震により伽藍が倒壊した。十七世住持の量道和尚が復興に尽力し、その際に本尊を釈迦如来に代えて現在に至っている。
寺宝として円空作の聖観音菩薩を有するほか、高麗から渡来した子安観音像を所蔵する。この子安観音像は飛騨三十三観音霊場の本尊として尊崇されている。

## 参考資料
- 飛騨寺院風土記